# د نو دی
گروه د نیو دی (به انگلیسی: The New Day) یکی از تیم های کشتی کج است. این تیم تا به حال ۶ بار قهرمان تگ تیم اسمکدان و ۲ بار قهرمان تگ تیم راو شده است. اعضای این گروه بیگ ای (BIG E) کوفی کینگستون و زیویر وودز هستند که در حال حاضر در برند راو فعالیت می‌کنند.

## معرفی اعضا و افتخارات آنها
هر یک از این سه قبل از حضور در این تیم به تنهایی برای خود افتخاراتی کسب کرده‌اند.

### بیگ ای و افتخارات کسب شده توسط او
اتور ایون (به انگلیسی: Ettore Ewen) (زاده ۱ مارس ۱۹۸۶)قبل از پیوستن به گروه یک بار کمربند بین قاره‌ای و یک بار کمربند ان اکس تی را در اختیار داشت. او دوبار کمربند تگ تیم را با گروه د نو دی بدست آورده‌است. او هم اکنون قهرمان کمربند دبلیودبلیوئی قهرمانی جهان شده است.

### کوفی کینگستون و افتخارات کسب شده توسط او
کوفی نهاجه سارکودی منساه (به انگلیسی: Kofi Nahaje Sarkodie-Mensah) (زاده ۱۴ اوت ۱۹۸۱)قبل از پیوستن به گروه نو دی چهار بار کمربند بین قاره‌ای و سه بار کمربند یونایتد استیت را در اختیار داشت. او در روزهای صاحب کمربند تگ تیم بودن رکورد دارد. او چهار بار صاحب کمربند تگ تیم شده‌است. (یک بار با ارتروث یک بار در گروه ایر بووم و دو بار در گروه دنودی).او یک بار  قهرمان   wwe بود 

### زیور وودز و افتخارات کسب شده توسط او
آستین واتسون (به انگلیسی: Austin Watson) (زاده ۴ سپتامبر ۱۹۸۶)او فقط یک بار توانسته‌است با همراهی جی لیتال صاحب کمربند جهانی تگ تیم شود.